# Episodi di Dietland
La prima e unica stagione della serie televisiva Dietland, composta da 10 episodi, è stata trasmessa negli Stati Uniti dal 4 giugno 2018 sul canale AMC.
In Italia, la serie è stata pubblicata settimanalmente dal 5 giugno 2018 su Amazon Video, il giorno successivo alla messa in onda originale.
| nº | Titolo originale   | Titolo italiano                                                               | Prima TV USA   | Pubblicazione Italia |
| -- | ------------------ | ----------------------------------------------------------------------------- | -------------- | -------------------- |
| 1  | Pilot              | Pilota                                                                        | 4 giugno 2018  | 5 giugno 2018        |
| 2  | Tender Belly       | Morbida pancia (Morbida la vita)                                              | 4 giugno 2018  | 5 giugno 2018        |
| 3  | Y Not              | Perché no! - Stop agli Antidepressivi! - Vac-astinenza! - I Cadaveri Volanti! | 11 giugno 2018 | 12 giugno 2018       |
| 4  | F... This          | Fanculo a tutto! - Scopabilità! - Fase due!                                   | 18 giugno 2018 | 19 giugno 2018       |
| 5  | Plum Tuckered      | Prugna sfinita                                                                | 25 giugno 2018 | 26 giugno 2018       |
| 6  | Belly of the Beast | Il ventre della bestia                                                        | 2 luglio 2018  | 3 luglio 2018        |
| 7  | Monster High       | Monster High                                                                  | 9 luglio 2018  | 10 luglio 2018       |
| 8  | Rad Fatties        | Grasso è bello!                                                               | 16 luglio 2018 | 17 luglio 2018       |
| 9  | Woman Down         | Woman Down                                                                    | 23 luglio 2018 | 24 luglio 2018       |
| 10 | Bedwomb            | Bedwomb                                                                       | 30 luglio 2018 | 31 luglio 2018       |

## Pilota
- Titolo originale: Pilot
- Diretto da: Marti Noxon
- Scritto da: Marti Noxon

### Trama
L'obesa Prugna è determinata a fare un intervento di by-pass gastrico per perdere peso, ma un incontro con una donna misteriosa la porta verso un sentiero pericoloso che conduce agli omicidi di Jennifer.
- Ascolti USA: telespettatori 668 000[3]

## Morbida pancia (Morbida la vita)
- Titolo originale: Tender Belly
- Diretto da: Marti Noxon
- Scritto da: Marti Noxon

### Trama
Mentre la nazione comincia a saperne di più riguardo a Jennifer e alle sue motivazioni, Prugna fa visita ad un'organizzazione femminista radicale, dove le viene fatta un'offerta che non può rifiutare.
- Ascolti USA: telespettatori 668 000[3]

## Perché no! - Stop agli Antidepressivi! - Vac-astinenza! - I Cadaveri Volanti!
- Titolo originale: Y Not
- Diretto da: Michael Trim
- Scritto da: Jacqueline Hoyt

### Trama
Prugna affronta un periodo di astinenza e lavora al suo nuovo incarico. Nel frattempo Jennifer si scatena seminando il terrore nel paese con una strage spaventosa.
- Ascolti USA: telespettatori 490 000[4]

## Fanculo a tutto! - Scopabilità! - Fase due!
- Titolo originale: F... This
- Diretto da: Michael Trim
- Scritto da: Nancy Fichman e Jennifer Hoppe-House

### Trama
Prugna è impegnata nella fase due del Nuovo Programma Battista, facendo di tutto per diventare veramente bella. Intanto il terrorismo di Jennifer si allarga su scala globale.
- Ascolti USA: telespettatori 449 000[5]

## Prugna sfinita
- Titolo originale: Plum Tuckered
- Diretto da: Amy York Rubin
- Scritto da: Matt Shire

### Trama
Nella fase finale del Nuovo Piano Battista, Prugna sperimenta la dura realtà degli appuntamenti al buio; Jennifer sciocca tutti con un bersaglio inaspettato.
- Ascolti USA: telespettatori 409 000[6]